# Parijs-Colmar
Parijs-Colmar is een jaarlijkse wedstrijd snelwandelen over ongeveer 445 kilometer voor de mannen, en 300 kilometer voor de vrouwen en mannen die voor het eerst deelnemen. De wedstrijd is begonnen in 1926 als wedstrijd van Straatsburg naar Parijs. De vrouwenwedstrijd wordt sinds 1988 gehouden.
De wedstrijd start tegenwoordig in Neuilly-sur-Marne (Seine-Saint-Denis) voor de mannen en in Châlons-en-Champagne (Marne) voor de vrouwen. Ze komen in Colmar aan na meer dan 50 uur snelwandelen. Er zijn speciale pauzes ingelast om wat te eten en van kleding te wisselen.
In 2007 is de prijs voor de winnaar 8000 euro bij de mannen en 5000 euro bij de vrouwen. De huidige deelnemers zijn voor een groot deel afkomstig uit Oost-Europa. Men moet zich kwalificeren voor Parijs-Colmar door het snelwandelen van een bepaalde afstand in 24 uur.
De wedstrijd is niet gehouden
- van 1938 tot 1948
- van 1960 tot 1969
- in 2004 en 2010

Sinds 2015 is Parijs-Colmar vervangen door de wedstrijd Parijs-Ribeauvillé.

## Winnaars

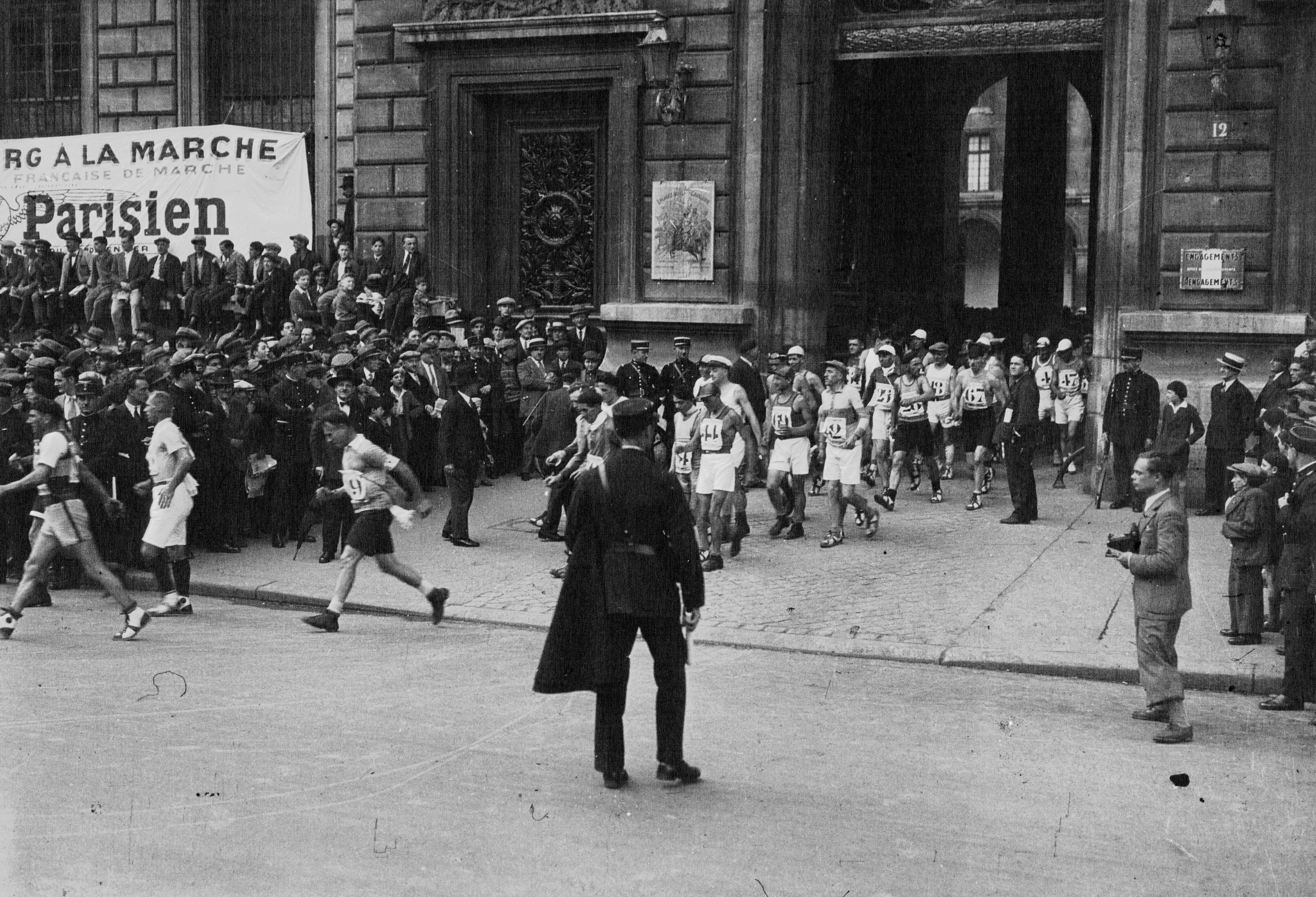
Start in 1932

### 1926 tot 1937: Parijs-Straatsburg
- 1926 : Jean Lindner (  SUI ) , 504 km in 78 uur 47 min.
- 1927 : Jean Lindner (  SUI ) , 504 km in 72 uur 01 min.
- 1928 : Louis Godart (  FRA ) , 504 km in 75 uur 45 min.
- 1929 : Louis Godart (  FRA ) , 506 km in 72 uur 48 min.
- 1930 : Marceau Roger (  FRA ) , 506 km in 69 uur 44 min.
- 1931 : Louis Godart (  FRA ) , 503 km in 72 uur 25 min.
- 1932 : Victor Damas (  FRA ) , 506 km in 68 uur 33 min.
- 1933 : Ernest Romens (  FRA ) , 535 km in 79 uur 11 min.
- 1934 : Pierre Mouchkoff (  URS ) , 523 km in 74 uur 08 min.
- 1935 : Ernest Romens (  FRA ) , 524 km in 71 uur 53 min.
- 1936 : Alfred Steinmetz (  FRA ) , 533 km in 74 uur 33 min.
- 1937 : Ernest Romens (  FRA ) , 533 km in 74 uur 33 min.

### 1949 tot 1959: Parijs-Straatsburg of Straatsburg-Parijs

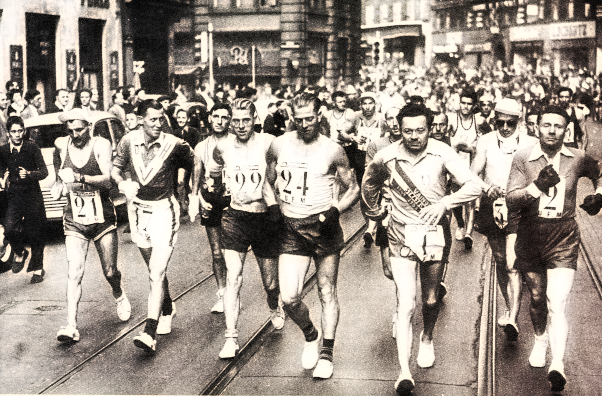
Start in 1957

- 1949 : Gilbert Roger (  FRA ) , 520 km in 73 uur 51 min.
- 1950 : Joseph Zami (  FRA ) , 516 km in 73 uur 55 min.
- 1951 : Albert Seibert (  FRA ) , 516 km in 69 uur 29 min.
- 1952 : Albert Seibert (  FRA ) , 552 km in 75 uur 10 min.
- 1953 : Gilbert Roger (  FRA ), 515 km in 66 uur 50 min.
- 1954 : Gilbert Roger (  FRA ) , 526 km in 70 uur 34 min.
- 1955 : Louis Godart (jr) (  FRA ) , 520 km in 71 uur 26 min.
- 1956 : Gilbert Roger (  FRA ) , 522 km in 68 uur 31 min.
- 1957 : Gilbert Roger (  FRA ) , 522 km in 69 uur 38 min.
- 1958 : Gilbert Roger (  FRA ) , 537 km in 71 uur 13 min.
- 1959 : Edmond Guny (  FRA ) , 529 km in 70 uur 42 min.

### 1970 tot 1980 Parijs-Straatsburg of Straatsburg-Parijs
- 1970 : Sammy Zaugg (  FRA ) , 512 km in 70 uur 04 min.
- 1971 : Josy Simon (  LUX ) , 520 km in 73 uur 08 min.
- 1972 : Josy Simon (  LUX ) , 513 km in 73 uur 03 min.
- 1973 : Robert Rinchard (  BEL ) , 493 km in 64 uur 34 min.
- 1974 : Robert Rinchard (  BEL ) , 523 km in 67 uur 29 min.
- 1975 : Josy Simon (  LUX ) , 507 km in 66 uur 50 min.
- 1976 : Robert Rinchard (  BEL ) , 533 km in 69 uur 11 min.
- 1977 : Robert Schoukens (  BEL ) , 507 km in 64 uur 11 min.
- 1978 : Josy Simon (  LUX ) , 501 km in 66 uur 10 min.
- 1979 : Roger Quemener (  FRA ) , 510 km in 64 uur 24 min.
- 1980 : Roger Pietquin (  BEL ) , 506 km in 60 uur 01 min.

### Vanaf 1981: Parijs-Colmar
- 1981 : Roger Pietquin (  BEL ) , 513 km in 65 uur 11 min.
- 1982 : Adrien Pheulpin (  FRA ) , 508 km in 66 uur 30 min.
- 1983 : Roger Quemener (  FRA ) , 518 km in 64 uur 12 min.
  - Annie van der Meer (  NED ), 518 km in 77 uur 40 min, voltooide als enige vrouw ooit de mannen-afstand[1]
- 1984 : Jean-Claude Gouvenaux (  FRA ) , 516 km in 62 uur 31 min.
- 1985 : Roger Quemener (  FRA ) , 518 km in 64 uur 57 min.
- 1986 : Roger Quemener (  FRA ) , 517 km in 62 uur 27 min.
- 1987 : Roger Quemener (  FRA ) , 518 km in 64 uur 59 min.
- 1988 :
  - Mannen : Roger Quemener (  FRA ) , 533 km in 66 uur 37 min.
  - Vrouwen : Édith Couhé (  FRA), 368 km in 55 uur 27 min.
- 1989 :
  - Mannen : Roger Quemener (  FRA ) , 524 km in 64 uur 35 min.
  - Vrouwen : Édith Couhé (  FRA), 376 km in 52 uur 51 min.
- 1990 :
  - Mannen Zbigniew Klapa (  POL ) , 522 km in 64 uur 36 min.
  - Vrouwen : Édith Couhé (  FRA), 340 km in 50 uur 30 min.
- 1991 :
  - Mannen : Zbigniew Klapa (  POL ) , 523 km in 64 uur 51 min.
  - Vrouwen : Édith Couhé (  FRA), 340 km in 51 uur 15 min.
- 1992 :
  - Mannen : Zbigniew Klapa (  POL ) , 518 km in 62 uur 38 min.
  - Vrouwen : Édith Couhé (  FRA), 333 km in 47 uur 38 min
- 1993 :

1. Noel Dufay (  FRA ) , 518 km in 62 uur 18 min.
2. Grzegorz Adam Urbanowski (  POL ), +2 uur.
3. Zbigniew Klapa (  POL ) , +2 uur.

Vrouwen : Isabelle Duchêne (  FRA), 334 km in 42 uur 59 min.
- 1994 :

1. Grzegorz Adam Urbanowski (  POL ) , 520 km in 61 uur 48 min.
2. Alexsei Rodionov (  RUS ) , +1 uur.
3. Zbigniew Klapa (  POL ) , +1 uur 57 min.

Vrouwen : Joëlle Lefilleul (  FRA), 335 km in 47 uur 41 min.
- 1995 :

1. Zbigniew Klapa (  POL ) , 521 km in 60 uur 13 min.
2. Grzegorz Adam Urbanowski (  POL ) , +4 uur.
3. Gilles Letessier (  FRA ) , +4 uur 28 min.

Vrouwen : Kora Boufflert (  FRA), 333 km in 45 uur 02 min.
- 1996 :

1. Grzegorz Adam Urbanowski (  POL ) , 520 km in 60 uur 29 min.
2. Zbigniew Klapa (  POL ) , +51 min.
3. Ivo Majetic (  CZE ) , +3 uur 54 min.

Vrouwen : Isabelle Duchêne (  FRA), 331 km in 41 uur 58 min.
- 1997 :

1. Grzegorz Adam Urbanowski (  POL ) , 534 km in 64 uur 02 min.
2. Alexsei Rodionov (  RUS ) , +1 uur 30 min.
3. Ivo Majetic (  CZE ) , +2 uur 42 min.

Vrouwen : Marleen Radder (  NED), 344 km in 46 uur 14 min.
- 1998 :

1. Grzegorz Adam Urbanowski (  POL ) , 521 km in 62 uur 26 min.
2. Alexsei Rodionov (  RUS ) , +1 uur 06 min.
3. Zbigniew Klapa (  POL ) , +3 uur 12 min.

Vrouwen : Delcina Pajoul (  FRA), 343 km in 45 uur 24 min.
- 1999 :

1. Zbigniew Klapa (  POL ) , 521 km in 58 uur 53 min.
2. Grzegorz Adam Urbanowski (  POL ) , +2 uur 22 min.
3. Alexsei Rodionov (  RUS ) , +4 uur 13 min.

Vrouwen : Delcina Pajoul (  FRA), 343 km in 45 uur 53 min.
- 2000 :

1. Alexsei Rodionov (  RUS ) , 535 km in 66 uur 18 min.
2. Grzegorz Adam Urbanowski (  POL ) , +4 uur 12 min.
3. Gilles Letessier (  FRA ) , +4 uur 45 min.

Vrouwen : Irina Poutintseva (  RUS), 360 km in 47 uur 35 min.
- 2001 :

1. Grzegorz Adam Urbanowski (  POL ) , 535 km in 65 uur 38 min.
2. Alexseï Rodionov (  RUS ) , +49 min.
3. Gilles Letessier (  FRA ) , +3 uur 56 min.

Vrouwen : Marleen Radder (  NED), 360 km in 49 uur 24 min.
- 2002 :

1. Grzegorz Adam Urbanowski (  POL ) , 535 km in 67 uur 32 min.
2. Gilles Letessier (  FRA ) , +1 uur 04 min.
3. Jean Cecillon (  FRA ) , +1 uur 24 min.

Vrouwen : Marleen Radder (  NED), 360 km in 50 uur 23 min.
- 2003 : 4 tot 7 juni

|  | Mannen, 515 km                           | Vrouwen, 340 km                           |
|  | 1. G. A. Urbanowski ( POL) 66 uur 40 min | 1. Irina Poutintseva ( RUS) 48 uur 56 min |
|  | 2. Gilles Letessier ( FRA) +2 uur 13 min | 2. Marina Tarassevich ( BLR) +3 min       |
|  | 3. Jean Cecillon ( FRA) +3 uur 22 min    | 3. Delcina Pajoul ( FRA) +2 uur 10 min    |

- 2005 : 8 tot 11 juni

|  | Mannen, 440 km                           | Vrouwen, 265 km                                           |
|  | 1. G. A. Urbanowski ( POL) 55 uur 00 min | 1. Anne-Marie Mesmoudi ( FRA) 35 uur 20 min, 8,250 km/uur |
|  | 2. Alexsei Rodionov ( RUS) +49 min       | 2. Irina Poutintseva ( RUS) +31 min                       |
|  | 3. Philippe Morel ( FRA) +1 uur 39 min   | 3. Francine Lachia ( FRA) +3 uur 39 min                   |

- 2006 : 31 mei tot 3 juni

|  | Mannen, 448 km                                          | Vrouwen, 293 km                                         |
|  | 1. G. A. Urbanowski ( POL) 54 uur 13 min, 8,263 km/uur  | 1. Kora Boufflert ( FRA) 37 uur 09 min, 7,895 km/uur    |
|  | 2. Sergueï Dvoretski ( RUS) +1 uur 35 min, 8,029 km/uur | 2. Irina Poutintseva ( RUS) +1 uur 28 min, 7,668 km/uur |
|  | 3. David Regy ( FRA) +2 uur 04 min, 7,960 km/uur        | 3. Sylviane Varin ( FRA) +3 uur 05 min, 7,585 km/uur    |

- 2007 : 7 tot 10 juni

|  | Mannen, 451 km                                         | Vrouwen, 306 km                                           |
|  | 1. G.A. Urbanowski ( POL) 57 uur 04 min, 7,903 km/uur  | 1. Anne-Marie Mesmoudi ( FRA) 38 uur 09 min, 8,013 km/uur |
|  | 2. Alexsei Rodionov ( RUS) +1 uur 05 min, 7,756 km/uur | 2. Irina Poutintseva ( RUS) +1 uur 28 min, 7,749 km/uur   |
|  | 3. Philippe Morel ( FRA) +2 u 01 min, 7,633 km/uur     | 3. Marina Tarassevich ( BLR) +3 u 05 min, 7,414 km/uur    |

- 2008 : 18 tot 21 juni

|  | Mannen, 444 km                                         | Vrouwen, 305,7 km                                        |
|  | 1. Sergei Dvoretski ( RUS) 52 uur 43 min, 8,422 km/uur | 1. Sylviane Varin ( FRA) 41 uur 52 min, 7,302 km/uur     |
|  | 2. Dimitri Osipov ( RUS) +40 min, 8,317 km/uur         | 2. Claudine Anxionnat ( FRA) +1 uur 09 min, 7,107 km/uur |
|  | 3. Alexei Rodionov ( RUS) +4 u 02 min, 7,824 km/uur    | 3. Dominique Alverhne ( FRA) +1 u 32 min, 7,044 km/uur   |

- 2009 : 17 tot 20 juni

|  | Mannen, 471,5 km                                      | Vrouwen, 316,8 km                                    |
|  | 1. Dimitri Osipov ( RUS) 59 uur 12 min, 7,965 km/uur  | 1. Sylviane Varin ( FRA) 41 uur 38 min, 7,609 km/uur |
|  | 2. Pascal Marechal ( FRA) +6 u 58 min                 | 2. Dominique Alverhne ( FRA) +1 uur 37 min           |
|  | 3. Philippe Thibaux ( FRA) 407,8 km in 58 u en 41 min | 3. Corinne Dols ( FRA) +3 u                          |

- 2011 : 22 tot 25 juni

|  | Mannen, 439,3 km                                          | Vrouwen, 297,7 km                                             |
|  | 1. Dimitri Osipov ( RUS) 56 uur 46 min 11 s, 7,738 km/uur | 1. Dominique Alverhne ( FRA) 38 uur 43 min 50 s, 7,686 km/uur |
|  | 2. Jean Marie Rouault ( FRA) +1 u 1 min 43 s              | 2. Irina Poutintseva ( RUS) +2 uur 16 min 38 s                |
|  | 3. Gilles Letessier ( FRA) +1 u 50 min 30 s               | 3. Maggy Labylle ( FRA) +2 u 39 min 49 s                      |